# Bernhard Ahlers
Bernhard Ahlers (* 18. Juli 1874 in Bremen-Burg; † 9. Januar 1955 in Bremen-Lesum) war ein deutscher niederdeutscher Heimatforscher.

## Biografie

### Familie, Ausbildung und Beruf
Ahlers stammte von Eltern aus einem Schifferhaus, in dem Niederdeutsch gesprochen wurde. Er wuchs in Lesumbrok auf. Er besuchte eine Präparandenanstalt in Lesum für die Ausbildung zum Lehrer und danach das Lehrerseminar in Stade. 1894 wurde er Lehrer an der Volksschule in Rekum. Er wechselte 1904 zur Volksschule in Aumund-Hammersbeck und wurde hier 1927 Rektor. 1936 schied er aus dem Schuldienst aus.

### Weitere Mitgliedschaften und Ämter
Ahlers gründete mit Anderen 1901 den Verein für Naturkunde für Vegesack und war hier ehrenamtlich aktiv. Hunderte Vorträge in Hoch- und in Plattdeutsch machten ihn über die Grenzen der Region bekannt. Zu seinen Vortragsthemen zählten unter anderem seine Heimat, der ihm vertraute Walfang, die Deiche, die Seefahrt und die Fischerei. Er war 1911 Mitgründer und längere Zeit Vorsitzender des Heimat- und Museumsvereins für Vegesack, Kreis Blumenthal und Umgegend in Bremen-Nord. So leitete und gestaltete er auch das Vegesacker Heimatmuseum (heute im Schloss Schönebeck).

## Ehrungen
- Die Bernhard-Ahlers-Straße in Bremen, Stadtteil Vegesack, Ortsteil Aumund-Hammersbeck, wurde nach ihm benannt.

## Schriften
- Die arktische Fischerei, wie sie von der Weser aus betrieben wurde. Bremen 1911, Nachdruck 1988.